# Jake Locker
(en) Statistiques sur pro-football-reference
Jacob Cooper « Jake » Locker, né le 15 juin 1988 à Bellingham dans l'État de Washington, est un joueur américain de football américain ayant évolué au poste de quarterback. 
Après une carrière universitaire avec les Huskies de Washington, il est sélectionné par les Titans du Tennessee lors du premier tour de la draft 2011 de la NFL. Il passe sa saison rookie comme joueur remplaçant et devient le quarterback titulaire des Titans lors de sa deuxième saison en 2012. Il compile un bilan de 9 victoires contre 14 défaites avec les Titans et annonce sa retraite après la saison 2014 et la fin de son premier contrat professionnel, à la suite d'une carrière professionnelle de quatre ans tourmentée par des blessures récurrentes.

## Biographie

### Jeunesse
Né à Bellingham, Jake grandit dans la ville proche de Ferndale dans l'État de Washington. 

### Carrière universitaire
Étudiant à l'Université de Washington, il joua pour les Huskies de l'université de Washington en NCAA. Il obtient un diplôme d'histoire en décembre 2010.

### Carrière professionnelle
Il est sélectionné à la 8e place par les Titans du Tennessee lors de la draft 2011 de la NFL. Après Cam Newton, sélectionné à la première position par les Panthers de la Caroline, il est le deuxième quarterback choisi cette année-là. Le 29 juillet 2011, il signe un contrat de 4 ans et 12 millions de $ avec les Titans.
Il joue le rôle de remplaçant derrière le quarterback titulaire Matt Hasselbeck. Il participe tout de même à 5 matchs de son équipe. Il lance sa première passe de touchdown à Nate Washington le 20 novembre 2011 contre les Falcons d'Atlanta.
En compétition avec Hasselbeck pour le poste de quarterback titulaire durant les matchs de pré-saison, il est finalement nommé titulaire des Titans pour le début de la saison régulière. À son premier match en tant que titulaire, il perd contre les Patriots de la Nouvelle-Angleterre 13 à 34. Il complète une passe de touchdown et une interception. Il joue 11 matchs comme titulaire en raison d'une blessure à l'épaule gauche qu'il subit durant la saison régulière. Au total, il lance pour 2 176 yards, 10 touchdowns à la passe et 11 interceptions.
Une blessure à la hanche et une fracture à un pied l'empêchent de jouer une partie de la saison 2013. Il joue 7 matchs et lance pour 1 256 yards par la voie des airs et 8 touchdowns à la passe contre 4 interceptions.
À sa quatrième année, il commence la saison comme titulaire tout comme l'année précédente. Cependant, dès le cinquième match de la saison régulière, il perd son poste de titulaire au profit de Charlie Whitehurst, le quarterback remplaçant en début de saison. Il totalise 993 yards, 5 touchdowns à la passe et 7 interceptions en 5 matchs.
Le 10 mars 2015, il met un terme à sa carrière professionnelle en annonçant sa retraite.

## Statistiques
| Année              | Équipe              | MJ                 |         | Passes   | Passes | Passes | Passes | Passes | Passes | Passes  |       | Courses | Courses | Courses | Courses |
| Année              | Équipe              | MJ                 | Tentées | Réussies | Pct.   | Yards  | TD     | Int.   | Éval.  | Tentées | Yards | Moy.    | TD      |         |         |
| 2011               | Titans du Tennessee | 5                  | 66      | 34       | 51,5   | 542    | 4      | 0      | 99,4   | 8       | 56    | 7,0     | 1       |         |         |
| 2012               | Titans du Tennessee | 11                 | 314     | 177      | 56,4   | 2 176  | 10     | 11     | 74,0   | 41      | 291   | 7,1     | 1       |         |         |
| 2013               | Titans du Tennessee | 7                  | 183     | 111      | 60,7   | 1 256  | 8      | 4      | 86,7   | 24      | 155   | 6,5     | 2       |         |         |
| 2014               | Titans du Tennessee | 7                  | 146     | 86       | 58,9   | 993    | 5      | 7      | 70,9   | 22      | 142   | 6,5     | 1       |         |         |
| Totaux en carrière | Totaux en carrière  | Totaux en carrière | 709     | 408      | 57,5   | 4 967  | 27     | 22     | 79,0   | 95      | 644   | 6,8     | 5       |         |         |